# Камишін Олександр Миколайович
Олександр Миколайович Камишін (нар. 2 липня 1984, Київ, УРСР) — український державний діяч, Міністр із питань стратегічних галузей промисловості України (2023—2024), колишній голова правління Укрзалізниці (2022 — 2023). В минулому — менеджер у Dragon Capital і SCM, засновник компаній Latifundist Media, Grano Group, AgTech Farm та Fortior Capital.
Від 10 квітня 2023 року — член Ставки Верховного Головнокомандувача.

## Життєпис
Олександр Камишін народився 2 липня 1984 року в Києві.
Закінчив у 2005 році Міжнародний університет фінансів при НТУУ КПІ (бакалавр, спеціалізація — фінанси). У 2007 році закінчив КПІ (бакалавр комп'ютерних наук). Також пройшов програму для управлінців INSEAD (2018).
З вересня 2006 р. по червень 2008 р. працював аудитором Klynveld Peat Marwick Goerdeler. З червня 2008 р. по квітень 2012 р. працював у фонді Томаша Фіали Dragon Capital. З  липня 2009 р. по вересень 2009 — представник акціонера KMZ Industries, а з вересня 2009 р. по квітень 2012 р. обіймав посаду генерального директора KMZ Industries. Ці чотири роки він працював над розвитком фонду прямих інвестицій і на посаді голови Карлівського машинобудівного заводу.[джерело?]
З квітня 2012 р. по квітень 2019 р. працював менеджером з інвестицій SCM. Це його найдовший період у кар'єрі як найманого працівника. Також у цей період, але до грудня 2019 р. Олександр Камишін обіймав посаду члена наглядової ради Portinvest.[джерело?]
У 2014 р. Олександр Камишін та Микола Нестеренко запустили AgTech Farm —  фонд, який інвестує в стартапи з розробки агротехнологій. У портфелі фонду вісім компаній, зокрема meteo.farm, zemelka.ua і AgroOnline.[джерело?]
У 2016 р. Камишін разом з Grano Agrar Holding GmbH (Німеччина) заснував Grano Group, до якої входять сім операційних агрокомпаній, елеватор і земельний банк на 10 тис. га. Компанія вирощує зернові й олійні культури та займається молочним тваринництвом у Чернігівській, Волинській, Рівненській та Київській областях. Співвласник цієї компанії — німецька Grano Agrar Holding GmbH.
У 2019 р. Олександр іде з групи SCM та разом із Миколою Нестеренком засновує інвестиційну компанію Fortior Capital, що спеціалізується на інвестиціях в інфраструктуру й агросектор.[джерело?]
З січня 2020 р. по 2021 р. — керівний партнер Fortior Capital. Разом із Миколою Нестеренком вони як керуючі партнери інвестиційної компанії Fortior Capital у 2021 р. стали едвайзерами угоди зі злиття KMZ Industries та Variant Agro Build з боку родини Шуфані.[джерело?]
З липня 2011 р. по серпень 2021 р. — видавець Latifundist Media.[джерело?]
Також у 2021 р. Олександр Камишін працював радником міністра інфраструктури України Олександра Кубракова.[джерело?]
З 11 серпня по березень 2022 р. виконував обов'язки голови правління АТ «Укрзалізниця». Вже після російського вторгнення в Україну призначений з 1 квітня 2022 р. головою правління компанії на постійній основі.
Після призначення головою АТ «Укрзалізниця» компанії, які належали Олександру Камишіну (Grano Group, AgTech Farm і Latifundist Media), перейшли в незалежне управління. З інвестиційної компанії Fortior Capital, у якій Олександр був керуючим партнером, він вийшов. Усю його частку викупив Микола Нестеренко.
27 лютого 2023 року  подав у відставку з посади голови правління Укрзалізниці, заявивши про плани очолити офіс з євроінтеграції Укрзалізниці в Європі.
3 березня 2023 року призначений радником Президента України (поза штатом).
21 березня 2023 року Верховна Рада призначила Олександра Камишіна на посаду Міністра з питань стратегічних галузей промисловості України.
24 березня 2023 Президент України Володимир Зеленський звільнив Олександра Камишіна з посади свого позаштатного радника.
26 вересня 2024 Кабінет міністрів України призначив Олександра Камишіна членом Наглядової Ради АТ “Укразалізниця”

### Діяльність на посаді Міністра
3 вересня 2024 року подав до Верховної Ради заяву про відставку, крім нього, у відставку подали міністр юстиції Денис Малюська й міністр захисту довкілля та природних ресурсів України Руслан Стрілець. Верховна Рада 4 вересня 2024 року звільнила Камишіна.

#### Міжнародне співробітництво
виступає за створення спільних підприємств та стверджує, що співробітництво з Україною — це не про благодійність, а про взаємовигідне партнерство.
18-20 вересня 2023 р. Міністерство з питань стратегічних галузей промисловості України провело перший спільний Франко-український оборонно-промисловий семінар.

29 вересня у Києві відбувся Форум оборонних індустрій (DFNC1), що об'єднав 252 компанії з понад 30 країн, які виробляють повний спектр озброєння, військової техніки та оборонних систем. Форум спільно організували три міністерства: Міністерство з питань стратегічних галузей промисловості, Міністерство оборони та Міністерство закордонних справ. Ключове гасло DFNC1 — будуємо арсенал вільного світу разом, адже свобода потребує сили, щоб захиститися від тиранії.

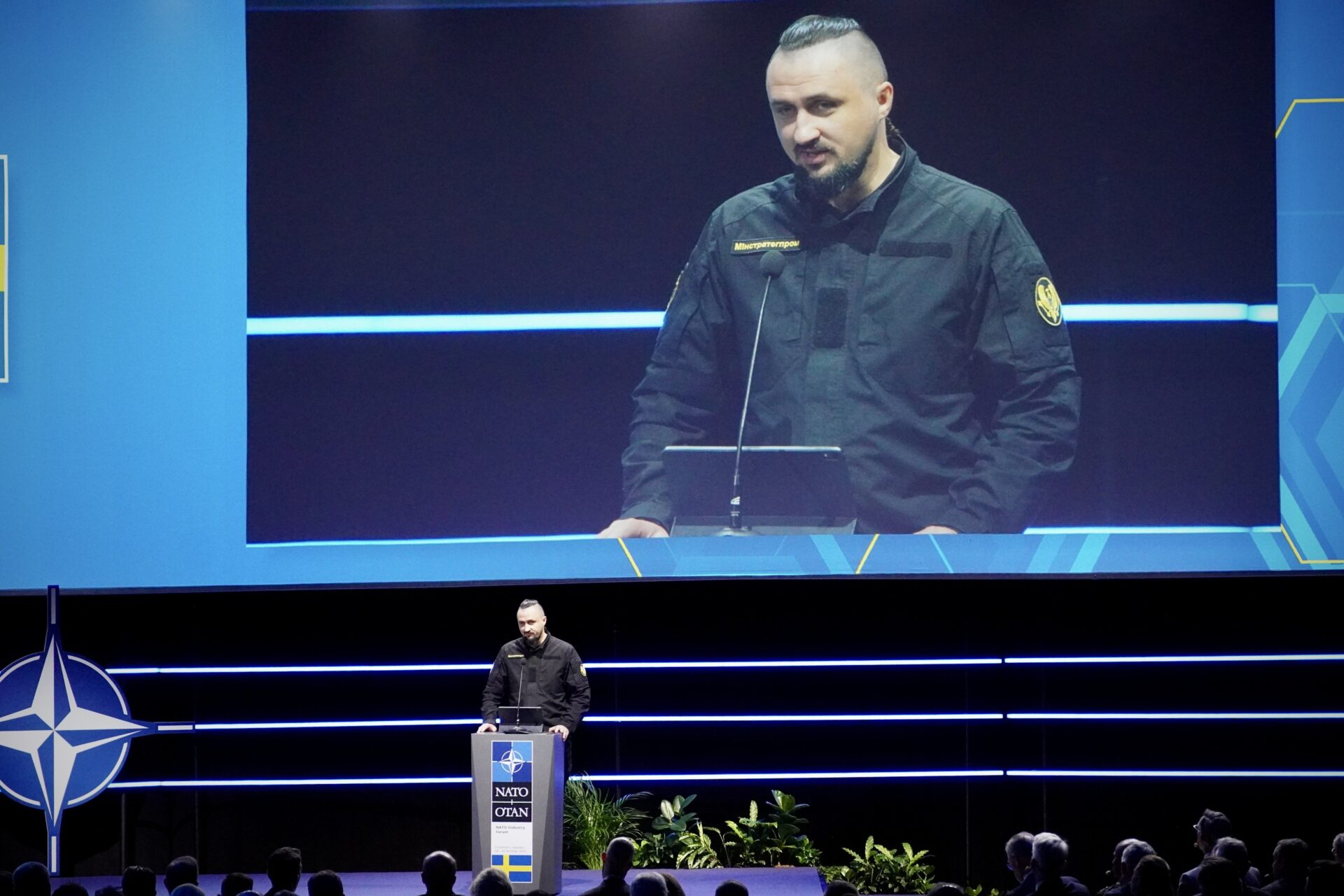
Виступ Камишіна на Індустріальному форумі НАТО (Стокгольм)

Камишін відвідував міжнародні заходи, де обговорювалась тема оборонної промисловості України. Так, 25 жовтня у Стокгольмі побував на Індустріальному форумі НАТО.

#### Укриття

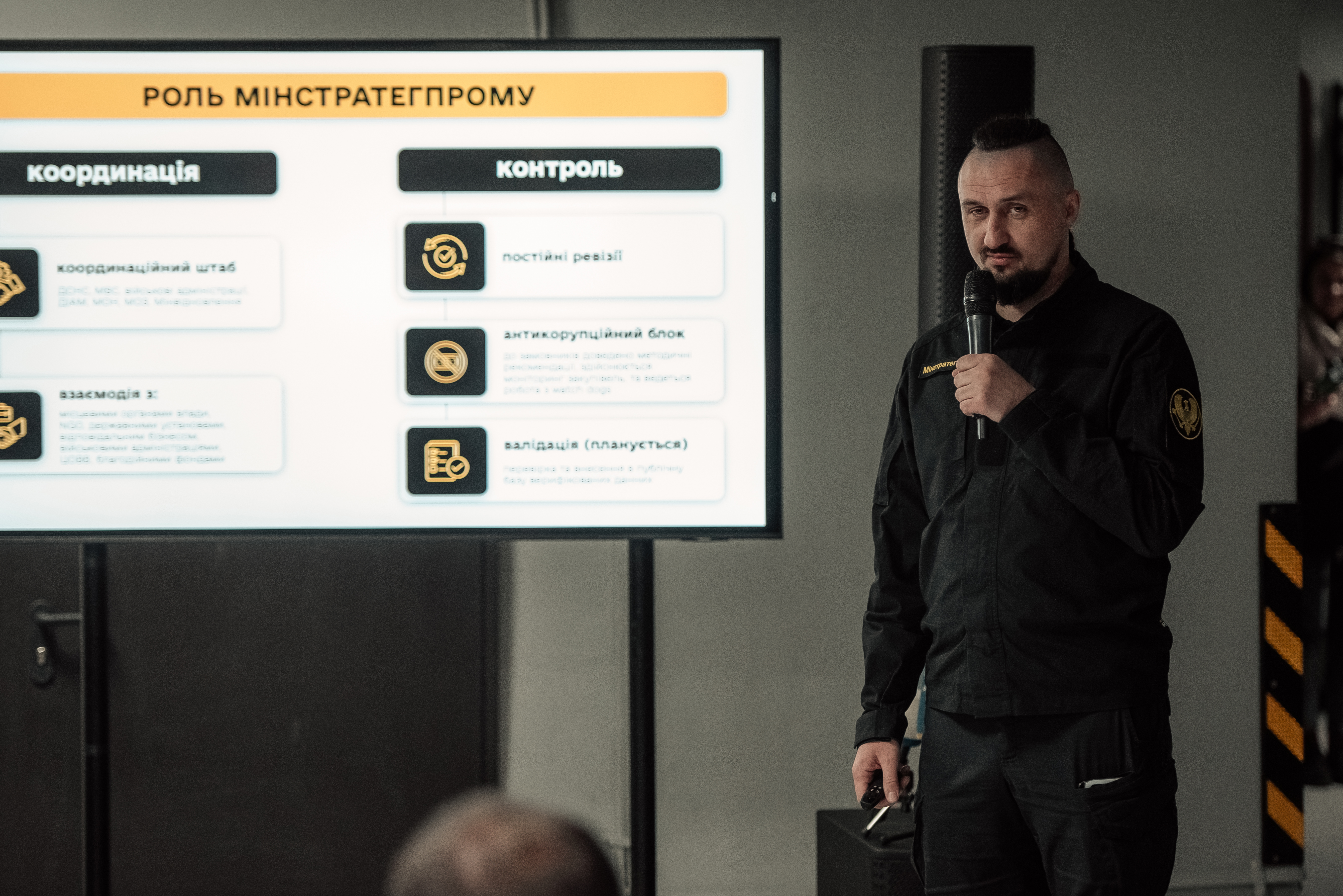
Камишін на презентації концепції «Залізне укриття»

27 червня Уряд доручив Камишіну контролювати та координувати приведення укриттів України в належний стан.
19 жовтня відбулася презентація проєкту «Залізне укриття» за організації Міністерства з питань стратегічних галузей промисловості України. Також презентували посібник з методичними рекомендаціями щодо ремонту й облаштування укриттів різного типу.

## Критика
У 2024 році, обіймаючи посаду міністра з питань стратегічних галузей промисловості України, був архітектором державного контракту на виробництво мінометних мін калібру 120 мм та 82 мм українським державним оборонним виробником. Незважаючи на критичні зауваження, висловлені виробником, зокрема: неможливість виготовлення таких великих обсягів, відсутність виробничої лінії для виготовлення підривників та інші проблеми, Камишін наполягав на підписанні контракту.
В результаті, наприкінці 2024 року українські війська почали повідомляти про велику кількість несправних мін, які не вибухали, застрягали у стволі або не влучали в ціль. На прохання прокоментувати ці звинувачення, Камишін відмовився давати офіційні заяви або проводити пресконференцію.

## Відзнаки
- 2022 — видання «НВ» включило Камишіна до списку «Людей НВ»[28].

## Сім'я
Одружений, виховує двох синів.